# Santa Fé Futebol Clube (Pernambuco)
O Santa Fé Futebol Clube é um clube desportivo brasileiro de futebol da cidade do Recife, em Pernambuco. Conhecido simplesmente como Santa Fé-PE  ou por Santinha, foi fundado em 15 de setembro de 2021 pelo advogado e empreendedor pernambucano Josiel Crispim, como um Clube-empresa — (SAF).
Foi fundado no bairro da Encruzilhada, o clube nasceu com a ideia de ser um clube formador no desenvolvimento da base, revelando novos craques do futebol. Empreendendo e investindo em projetos socias através do esporte, mais especificamente por meio do futebol.
Em 2022, o Santa Fé junto com a Federação Pernambucana de Futebol, conseguiu sua filiação e adimplência na federação. A afiliação ocorreu no salão nobre da entidade, no dia 22 de fevereiro com aval do presidente Evandro Carvalho. O clube torna-se apto para disputar competições oficiais e profissionais, organizadas pela federação. Ainda em 2022, a equipe do Santa Fé participou do Sub-20 do Campeonato Pernambucano de Futebol, para monitorar atletas para compor elenco profissional, para também  participar da Série A2 do Campeonato Pernambucano de 2022.

## Futebol masculino

### Elenco atual
Última atualização: 26 de setembro de 2022.

### Estatísticas

#### Participações em competições
|  | Participações em 2023 |

| Competição | Competição | Temporadas | Melhor campanha     | Estreia | Última | P | R |
| Pernambuco | Série A2   | 1          | 20º colocado (2022) | 2022    | 2022   | – | 1 |
| Pernambuco | Série A3   | 1          | 4º colocado (2023)  | 2023    | 2023   | – |   |

### Categoria de base

#### Sub-20

##### Estatísticas

###### Participações em competições
|  | Participações em 2022 |

| Competição | Competição          | Temporadas | Melhor campanha | Estreia | Última | P | R |
| Pernambuco | Pernambucano Sub-20 | 1          | 10º colocado    | 2022    | 2022   |   |   |

###### Campanhas de destaque
| Torneio             | Campeão | Vice-campeão | Terceiro colocado | Quarto colocado |
| ------------------- | ------- | ------------ | ----------------- | --------------- |
| Pernambucano Sub-20 | —       | —            | —                 | —               |